# Třanovice
Třanovice település Csehországban, a Frýdek-místeki járásban. Třanovice Těrlicko, Vělopolí, Horní Tošanovice, Dolní Domaslavice, Hnojník és Český Těšín településekkel határos. Lakosainak száma 1083 fő (2024. január 1.).

## Népesség
A település lakosságának változását az alábbi diagram mutatja:
| Lakosok száma | 895  | 852  | 811  | 970  | 917  | 1057 | 1036 | 1033 | 1045 | 1083 |
|               | 1869 | 1900 | 1921 | 1961 | 1980 | 2011 | 2016 | 2019 | 2021 | 2024 |